# Sport Club Suzzara 1989-1990
Questa voce raccoglie le informazioni riguardanti lo Sport Club Suzzara nelle competizioni ufficiali della stagione 1989-1990.

## Rosa
| N. |                   | Ruolo | Calciatore             |
| -- | ----------------- | ----- | ---------------------- |
|    | Italia (bandiera) | C     | Roberto Antonioli      |
|    | Italia (bandiera) | D     | Domenico Baldacci (II) |
|    | Italia (bandiera) | D     | Giorgio Bilotta        |
|    | Italia (bandiera) | P     | Maurizio Bonati        |
|    | Italia (bandiera) | C     | Mario Crocco           |
|    | Italia (bandiera) | A     | Graziano Felliccioli   |
|    | Italia (bandiera) | D     | Gabriele Lazzerini     |
|    | Italia (bandiera) | D     | Mirko Marcolongo       |
|    | Italia (bandiera) | P     | Andrea Mazzocchi       |
|    | Italia (bandiera) | C     | Sandro Melotti         |
|    | Italia (bandiera) | C     | Stefano Meneghel       |

| N. |                   | Ruolo | Calciatore        |
| -- | ----------------- | ----- | ----------------- |
|    | Italia (bandiera) | D     | Marco Nonfarmale  |
|    | Italia (bandiera) | A     | Gianluca Poddighe |
|    | Italia (bandiera) | A     | Marco Rossini     |
|    | Italia (bandiera) | A     | Giovanni Rossi    |
|    | Italia (bandiera) | C     | Matteo Superbi    |
|    | Italia (bandiera) | C     | Tullio Tinti      |
|    | Italia (bandiera) | A     | Leonardo Ventura  |
|    | Italia (bandiera) | D     | Diego Voltolini   |
|    | Italia (bandiera) | C     | Giuseppe Zanni    |
|    | Italia (bandiera) | A     | Marco Zenari      |